# Delia dovreensis
Delia dovreensis är en tvåvingeart som beskrevs av Ringdahl 1954. Delia dovreensis ingår i släktet Delia och familjen blomsterflugor. Inga underarter finns listade i Catalogue of Life.